# Corydalis wandoensis
Corydalis wandoensis là một loài thực vật có hoa trong họ Anh túc. Loài này được Y.N.Lee mô tả khoa học đầu tiên năm 1998.